# Myrmicaria
Myrmicaria är ett släkte av myror. Myrmicaria ingår i familjen myror.

## Bildgalleri

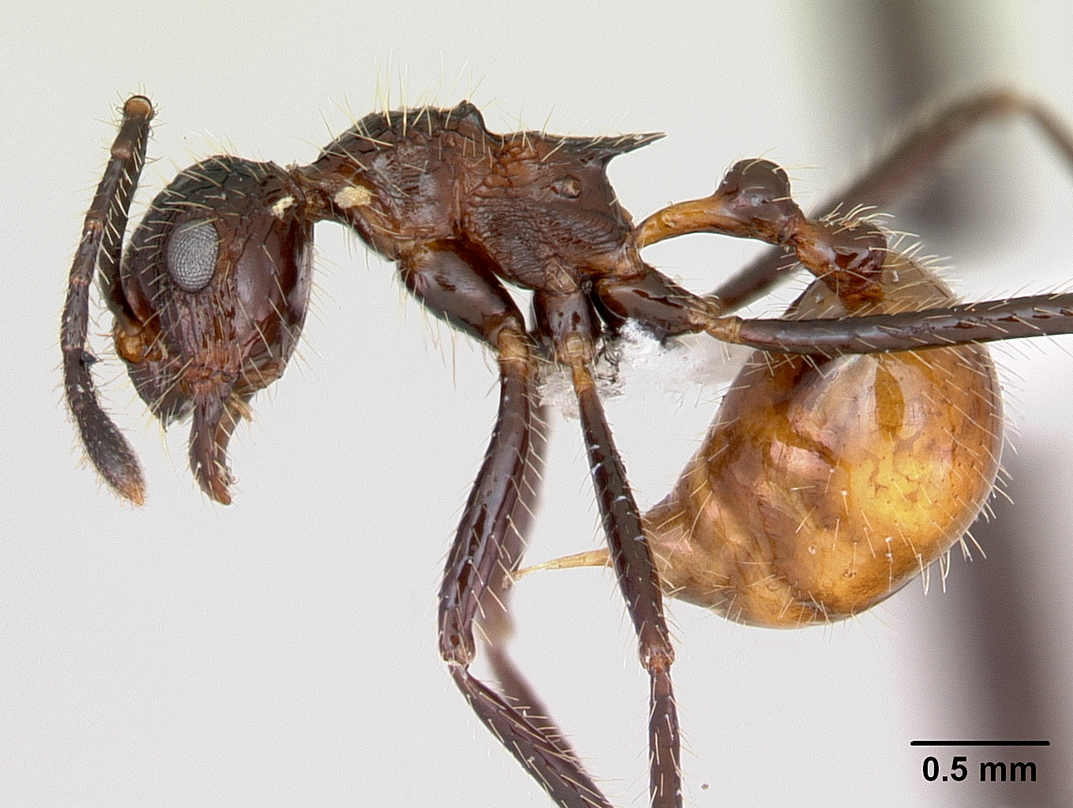

## Dottertaxa tillMyrmicaria, i alfabetisk ordning[1]
- Myrmicaria anomala
- Myrmicaria arachnoides
- Myrmicaria arnoldi
- Myrmicaria basutorum
- Myrmicaria baumi
- Myrmicaria birmana
- Myrmicaria brunnea
- Myrmicaria carinata
- Myrmicaria castanea
- Myrmicaria distincta
- Myrmicaria exigua
- Myrmicaria faurei
- Myrmicaria fodica
- Myrmicaria foreli
- Myrmicaria fumata
- Myrmicaria fusca
- Myrmicaria irregularis
- Myrmicaria laevior
- Myrmicaria melanogaster
- Myrmicaria natalensis
- Myrmicaria nigra
- Myrmicaria opaciventris
- Myrmicaria reichenspergeri
- Myrmicaria rhodesiae
- Myrmicaria rugosa
- Myrmicaria rustica
- Myrmicaria salambo
- Myrmicaria striata
- Myrmicaria striatula
- Myrmicaria tigreensis
- Myrmicaria vidua